# Alfred Moss
Pour les articles homonymes, voir Moss.
Alfred Moss, né le 30 mai 1897 à Kensington et mort le 23 avril 1972 à Stoke Mandeville dans le Buckinghamshire, est une personnalité britannique du sport automobile.

## Biographie
Dentiste de formation, Alfred Moss est surtout connu comme le père du pilote Stirling Moss. À partir de 1948, lorsque Stirling, alors âgé de 19 ans, manifeste le désir de faire carrière, Alfred accepte de guider ses premiers pas en compétition en lui achetant des voitures et en l'aidant à les préparer. Il mène également sa propre carrière en sport automobile. En 1959, il est notamment le cofondateur de l'écurie de Formule 1 British Racing Partnership, dans laquelle Stirling, alors au faîte de sa gloire, fera un bref passage.
Alfred Moss avait connu auparavant une modeste carrière de pilote et avait mis à profit un séjour dans l'Indiana en 1924 dans le cadre de ses études pour participer aux 500 miles d'Indianapolis.